# Louise Filion
Pour les articles homonymes, voir Filion.
Louise Filion (1945 - ), Ph.D., professeure canadienne titulaire de biogéographie et ancienne directrice du département de géographie de l'Université Laval, est titulaire d'un baccalauréat en géographie, d'une maîtrise en agriculture et d'un doctorat en biologie de l'Université Laval. C'est la première femme à être nommée professeure de géographie dans cet établissement.
Sa publication en 1984 d'un article dans la revue Nature la rend célèbre et est encore cité aujourd'hui.
Elle est reconnue comme une des plus grandes spécialistes de biogéographie au Canada. Elle est membre honoraire du Centre d'études nordiques.